# Arménie sans les Arméniens
L'« Arménie sans les Arméniens » est une expression politique utilisée dans des sens différents et variés pour signifier qu'une région est nettoyée de ses Arméniens, par exécution ou par déportation. C'est une expression utilisée à la fois du côté des responsables du génocide arménien que de celui de l'Empire russe.

## Génocide arménien

Carte des lieux de massacres et des centres de déportation et d'extermination pendant le génocide arménien

Certains universitaires arméniens et non arméniens utilisent l'expression en référence aux conséquences du génocide arménien de 1915, qui a laissé les parties sous contrôle turc du Haut-plateau arménien sans population arménienne importante,,.

## Empire russe
À la fin du XIXe et au début du XXe siècle, plusieurs responsables impériaux russes ont proposé la politique de « l'Arménie sans Arméniens », notamment Alexis Lobanov-Rostovski , ministre des Affaires étrangères en 1895–96,,.
Pendant la Première Guerre mondiale, l'armée russe a occupé l'Arménie turque avec l'aide des unités de volontaires arméniens. En 1916, le gouvernement russe dissout les unités de volontaires arméniens. Le général Nikolaï Ioudenitch, qui a dirigé l'armée russe dans les régions peuplées d'Arméniens de l'Empire ottoman pendant la campagne du Caucase de la Première Guerre mondiale, a proposé un plan de déportation des Arméniens restants de leurs foyers ancestraux. Le gouvernement russe envisagea sérieusement la possibilité de repeupler les terres arméniennes par des paysans russes et des cosaques,.

## Émigration d'Arménie
Au début du XXIe siècle, l'expression est souvent utilisée pour désigner l'émigration d'Arménie. En 2009, le gouvernement russe a lancé un programme de migration, appelé "Compatriotes", qui encourage les Arméniens à s'installer en Russie. Le sociologue Ruben Yeganyan, le vétéran de la première guerre du Haut-Karabakh Sargis Hatspanyan, et l'analyste politique Ruben Mehrabyan ont déclaré que le programme laisse l'Arménie sans les Arméniens. En 2013, Hatspanyan a lié ce qu'il considérait comme la politique russe d'une « Arménie sans Arméniens » à la décision du gouvernement arménien de rejoindre l'Union eurasienne et à la possibilité d'une émigration massive vers la Russie.